# المجموعة الفردانية D1
المجموعة الفردانية D1 أو D-M174 أو السُّلالة D1 هي فئة فرعية من السُّلالة الأب D. تم العثور على هذه المجموعة الفردانية الذكورية في المقام الأول في شرق آسيا، ونيبال وقومية الماغار وجزر أندمان. كما أنها توجد بانتظام ولكن بتكرار أقل في آسيا الوسطى والبر الرئيسي لجنوب شرق آسيا، ونادرًا ما تتواجد في أوروبا والشرق الأوسط.

## الأصول
يُعتقد أن السُّلالة D1 قد نشأت في آسيا منذ حوالي 60,000 سنة.   في حين أن السُّلالة D1، كانت جنبًا إلى جنب مع السُّلالة E، تحتوي على تعدد الأشكال YAP المميز - والذي يشير إلى أصلهم الأقرب من السُّلالة C - لم يتم العثور على كروموسومات السُّلالة D1 خارج آسيا. غالبًا ما ترتبط السُّلالة D1 أيضًا بسكان جنوب آسيا.

## التوزع
تم العثور على السُّلالة D1 اليوم بوتيرة عالية بين السكان في التبت، وقوميَّة الماغار في النيبال، وشمال ميانمار، وتشينغهاي، والأرخبيل الياباني، وجزر أندمان، على الرغم من أنها ليست بنفس القدر في بقية الهند. يتميز شعب الآينو في اليابان ومختلف شعوب التبت البورميين (مثل شعب تريبوري) بامتلاكهم كروموسومات السُّلالة D1 بشكل حصري تقريبًا. تم العثور على كروموسومات السُّلالة D1 أيضًا بترددات منخفضة إلى متوسطة بين شعوب باي وداي وهان وهوي ومانشو ومياو وتوجيا وشيبي وياو وتشوانغ في بر الصين الرئيسي وكذلك بين العديد من الأقليات السكانية في سيتشوان ويونان التي تتحدث اللُّغات التبتيَّة البورميَّة ويقيمون على مقربة من التبتيين، مثل جينغبو، وجينو، وموسو، وناخي ، وبومي، وتشيانغ، ويي.
توجد السُّلالة D1 أيضًا في التجمعات السكانية في الصين وكوريا، ولكن بتكرار أقل بكثير مما هي عليه في التبت واليابان. وجدت دراسة نشرت في عام 2011 أن السُّلالة D1 موجودة بنسبة 2.49% (43 من أصل 1729 عينة) من الذكور الصينيين الهان، مع ترددات تميل إلى أن تكون أعلى من المتوسط نحو شمال وغرب البلاد (8.9% من هان شنشي، 5.9% من هان قانسو) ، 4.4% من يونان هان، 3.7% من هان قوانغشي، 3.3% من هونان هان، و 3.2% من هان سيتشوان). وفي دراسةٍ أخرى عن الحمض النووي الذكوري الصبغي الصيني، نُشرت في عام 2011، لوحظ وجود السُّلالة D1 بنسبة 1.94% (7/361) من عينة من المتطوعين الذكور الصينيين من قومية الهان غير المرتبطين بجامعة فودان في شنغهاي، مع أصول معظم المتطوعين. يتم إرجاعها إلى شرق الصين (جيانغسو وتشجيانغ وشانغهاي وآنهوي).
في كوريا، تمت ملاحظة السُّلالة D1 في 3.8% (5/133) من عينات دايجون، 3.5% (3/85) من عينات سيول، 3.3% (3/90) من عيناتجولا، 2.4% (2/84) من عينات غيونغ سانغ، 2.3% (13/573) من عينة أخرى من سيول، 1.4% (1/72) من عينات تشانغ تشونغ،1.1% (1/87) من عينة من جيجو، و 0.9% (1/110) من عينة ثالثة من سيول- غيونغي. وفي دراسات أخرى، تمت ملاحظة السُّلالة D1 بنسبة 6.7% (3/45)، و4.0% (3/75)، من العينات المأخوذة من كوريا دون أي تحديد إضافي لمنطقة أخذ العينات.
تم نشر القليل من البيانات عالية الدقة فيما يتعلق بالموقع التطوري لأعضاء الهان الصينيين والكوريين في السُّلالة D1، لكن البيانات المتاحة تشير إلى أن معظم أعضاء السُّلالة D1 الصينية الهانية يجب أن ينتموا إلى الفروع الموجودة بشكل متكرر بين التبتيين (خاصة السُّلالة D-M15) الموجود أيضًا بين المتحدثين ببعض اللغات مثل اللُّولو بورميين وهمونغ مين)، في حين أن معظم المُنتسبين الكوريين في السُّلالة D يجب أن ينتموا إلى الفرع الحيوي D-M55، والذي يوجد بشكل متكرر بين الآينو وريوكيو واليابانيين.

## روابط خارجية
- أطلس رحلة الإنسان: العلامات الجينية، المجموعة الفردانية D-M174 (M174) ، من مشروع الجينوغرافيك في ناشيونال جيوغرافيك
- الحمض النووي الشهير لليابان